# 澳洲牛奶公司

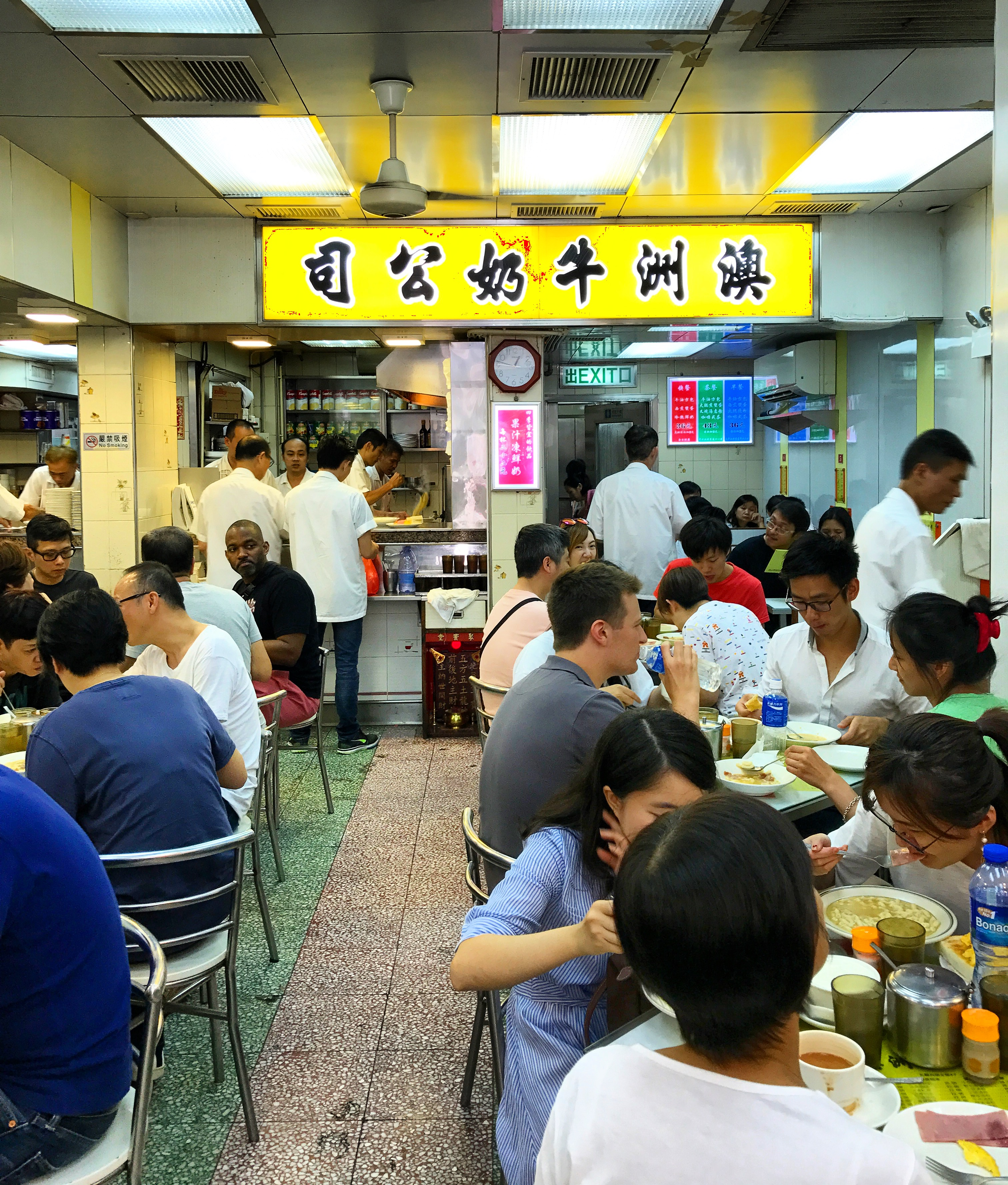
店內環境

澳洲牛奶公司（英語：Australia Dairy Company，坊間簡稱澳牛）是一家位於香港佐敦白加士街47-49號地下的著名冰室，始創於1970年。名稱靈感來自店主身世，因為他在1940年代初曾經是一個澳洲農場的工人。有時個別食客誤以為該公司為茶餐廳，而該場所亦持有普通食肆牌照，可經營茶餐廳業務，但該公司並不提供午餐肉、腸仔、即食麵或飯餐等茶餐廳應有款式，但有數款甜點、冰飲及小食提供。

## 特色
招牌菜为「蛋白燉鮮奶」和「杏汁燉雞蛋」（兩者皆提供熱食和冷食），馳名食物包括炒蛋和多士。该公司以上菜奇快（由完成點菜至上菜平均僅須十餘秒，甚至少過十秒）、「光速餐」（多數顧客由進店入座至離座結帳僅約十餘分鐘，甚至到五分鐘左右完成）和店員喝罵食客的差劣服務態度而闻名。
澳洲牛奶公司逢星期四休息，這是香港飲食界中比較罕見。澳洲牛奶公司也是重要的消費市場指標，例如在2020年新冠狀病毒疫情期間，五度停業而成為疫情指標。

## 圖片

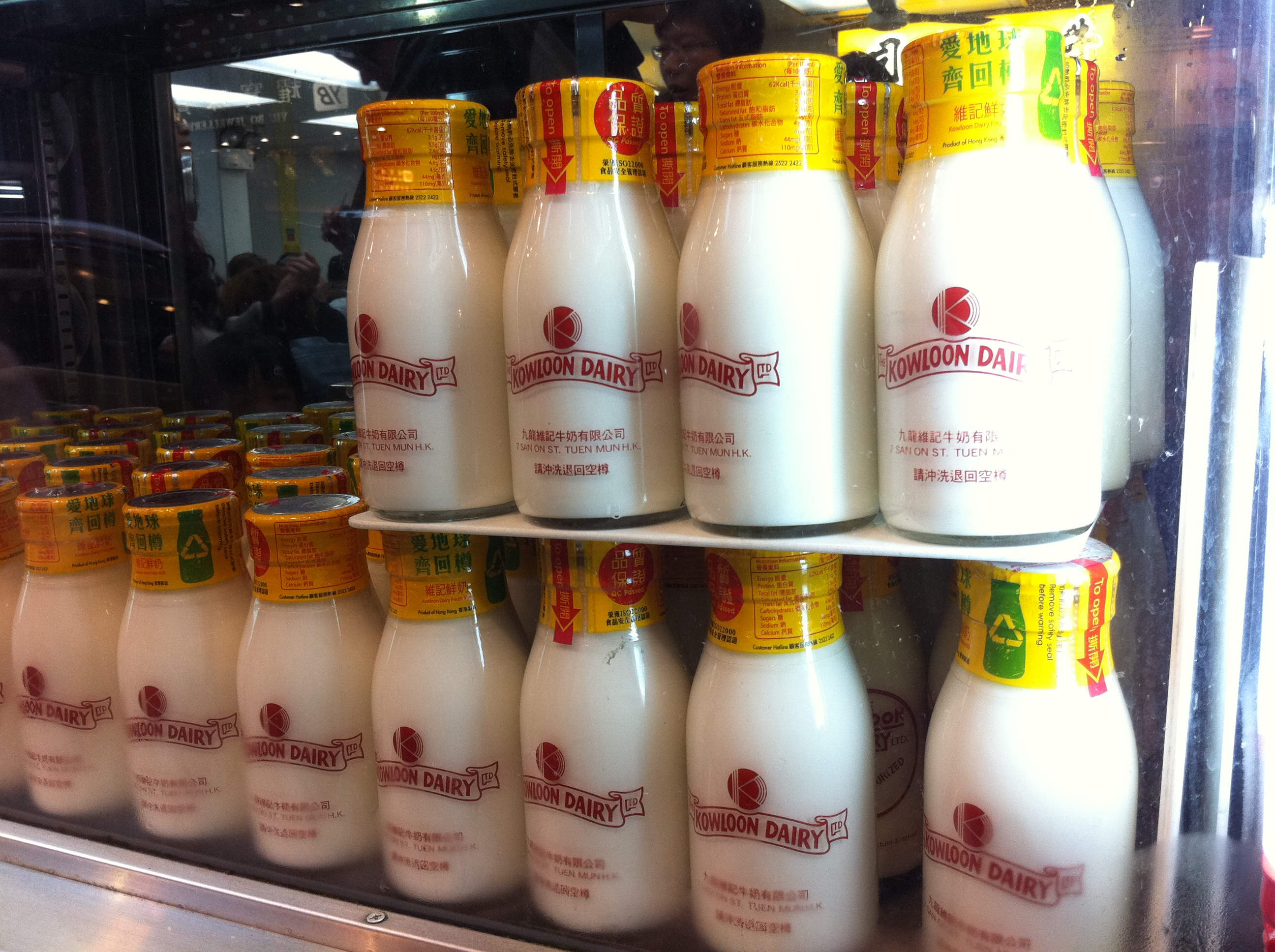
店內售賣的牛奶
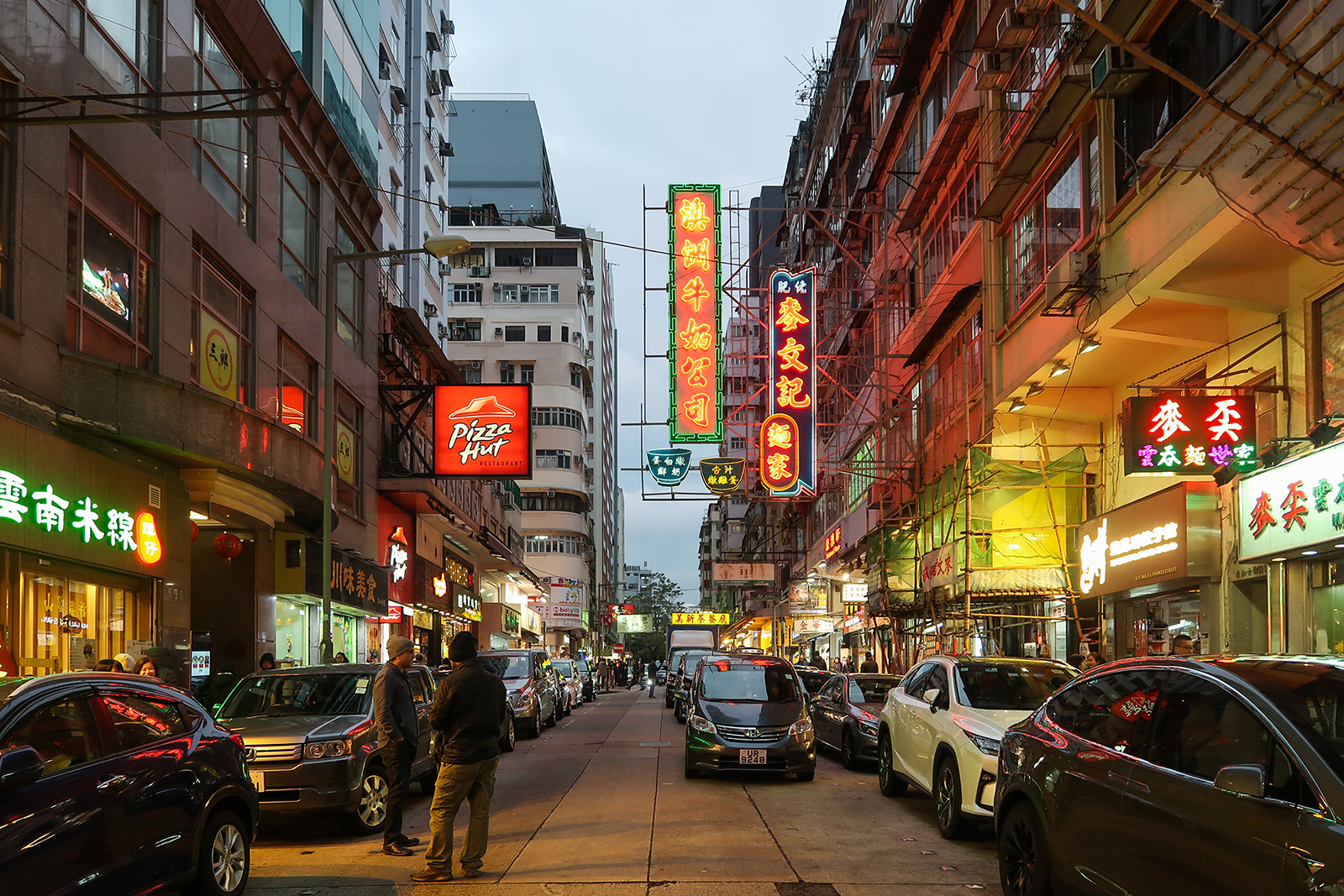
著名的霓虹招牌，在2018年拆卸
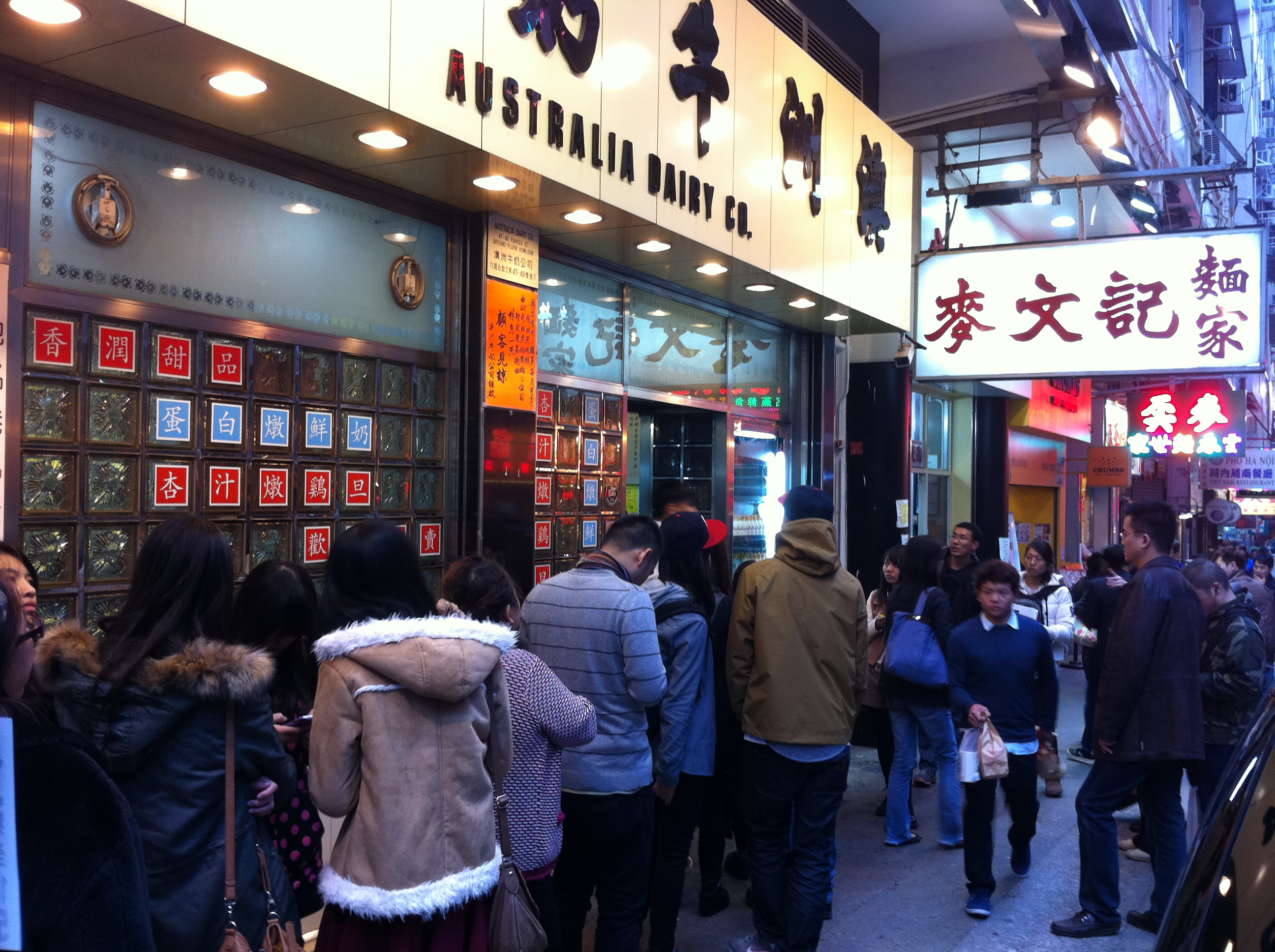
餐廳外排隊的人龍

## 事件
- 2025年農曆新年期間，餐廳於1月28日至2月9日連續休市兩星期。
- 2025年3月3日，一名男子（邦邦哥哥）身穿著消防員制服、載著消防員頭盔、手套和長靴進入了該餐廳，進入後還要不斷地催促店員落單，多次揚言趕住去救火要求快些送餐。

## 相關文章
| - 澳牛的黃昏@史兄（原文）2014年1月27日 - 澳牛的黃昏 – 澳洲牛奶公司@龍震天（页面存档备份，存于）（翻作兼含有廣告）2014年1月30日 - 澳牛伙記大佬真實對白@Kit Man2015年5月3日 - 澳牛伙記喪鬧拖篋陸客 網民高呼「重光啦」@熱血時報（页面存档备份，存于）2015年5月3日 | - 澳牛員工鬧走拖篋客 港食客一面倒支持@壹週Plus（页面存档备份，存于）2015年5月8日 - 澳牛的服務@白小文（页面存档备份，存于）2015年5月15日 - 澳牛令人念念不忘的滑嫩香濃炒蛋@YOUZI（页面存档备份，存于）2016年4月2日 |

## 外部連結
- 澳洲牛奶公司最受歡迎（蘋果日報）（页面存档备份，存于）

22°18′16″N 114°10′14″W / 22.304569°N 114.170651°W